# Агапов, Владимир Семёнович
Владимир Семенович Агапов (1941—2016) — советский государственный и российский общественный деятель, председатель исполкома Саратовского городского Совета народных депутатов (1988—1991), почетный гражданин Саратова.

## Биография
Родился 25 июля 1941 года в селе Свиридовка Аткарского района Саратовской области.
Начал работать в 1959 году, слесарь на одном из саратовских предприятий.
С 1961 1964 годах — служба в Советской Армии на космодроме Байконур, за что впоследствии ему было присвоено звание почетного ветерана космодрома Байконур.
В 1968 году — окончил Саратовский юридический институт, а в 1979 году — Саратовскую высшую партийную школу.
Работал на административно-партийных должностях в Кировском районном, а затем и в Саратовском городском исполкоме Совета народных депутатов.
С 1988 по 1991 годы — избран председателем исполкома Саратовского городского Совета народных депутатов.
При его участии были решены многие проблемы развития Саратова: жилищное строительство, реконструкция проспекта Кирова и городского сада «Липки» с полным восстановлением ограды и освещения.
С 1991 по 2001 годы — коммерческий директор Саратовского опытно-экспериментального механического завода, много сделавший для развития этого предприятия в непростое время.
С 2002 по 2005 годы — представитель губернатора Саратовской области в муниципальном образовании город Саратов, вел работу по взаимодействию администрации города и правительства области.
С 2005 года и до конца своих дней — председатель городского Совета ветеранов.
Умер 7 января 2016 года. Похоронен на Староелшанском кладбище Саратова.

## Награды
- Орден Трудовой Славы III степени
- Юбилейная медаль «60 лет Победы в Великой Отечественной войне 1941—1945 гг.»
- Юбилейная медаль «30 лет полёта Ю. А. Гагарина»
- Почётная грамота Губернатора Саратовской области
- Знак Губернатора Саратовской области «За духовное возрождение»
- Звание Почётный гражданин города Саратова (2008)
- Почётный ветеран космодрома Байконур